# Türkmenabat
Türkmenabat (tiếng Turkmen: Түркменабат), trước đây mang tên Chardzhou, Āmul và Leninsk, là thành phố lớn thứ hai của Turkmenistan. Đây cũng là trung tâm hành chính của tỉnh Lebap ở phía đông bắc đất nước. Vào năm 2009, thành phố có khoảng 253.000 cư dân.

## Khí hậu
Türkmenabat có khí hậu sa mạc lạnh (phân loại khí hậu Köppen BWk) với mùa đông mát mẻ trong khi mùa hè rất nóng. Lượng mưa ít và thất thường, chủ yếu rơi vào các tháng mùa đông và mùa xuân.
| Dữ liệu khí hậu của Türkmenabat          | Dữ liệu khí hậu của Türkmenabat | Dữ liệu khí hậu của Türkmenabat | Dữ liệu khí hậu của Türkmenabat | Dữ liệu khí hậu của Türkmenabat | Dữ liệu khí hậu của Türkmenabat | Dữ liệu khí hậu của Türkmenabat | Dữ liệu khí hậu của Türkmenabat | Dữ liệu khí hậu của Türkmenabat | Dữ liệu khí hậu của Türkmenabat | Dữ liệu khí hậu của Türkmenabat | Dữ liệu khí hậu của Türkmenabat | Dữ liệu khí hậu của Türkmenabat | Dữ liệu khí hậu của Türkmenabat |
| Tháng                                    | 1                               | 2                               | 3                               | 4                               | 5                               | 6                               | 7                               | 8                               | 9                               | 10                              | 11                              | 12                              | Năm                             |
| ---------------------------------------- | ------------------------------- | ------------------------------- | ------------------------------- | ------------------------------- | ------------------------------- | ------------------------------- | ------------------------------- | ------------------------------- | ------------------------------- | ------------------------------- | ------------------------------- | ------------------------------- | ------------------------------- |
| Cao kỉ lục °C (°F)                       | 24.0 (75.2)                     | 28.4 (83.1)                     | 33.9 (93.0)                     | 40.3 (104.5)                    | 42.2 (108.0)                    | 44.0 (111.2)                    | 46.2 (115.2)                    | 43.0 (109.4)                    | 40.4 (104.7)                    | 35.6 (96.1)                     | 31.3 (88.3)                     | 25.7 (78.3)                     | 46.2 (115.2)                    |
| Trung bình ngày tối đa °C (°F)           | 6.8 (44.2)                      | 10.0 (50.0)                     | 16.0 (60.8)                     | 24.4 (75.9)                     | 30.4 (86.7)                     | 34.8 (94.6)                     | 36.4 (97.5)                     | 34.5 (94.1)                     | 29.7 (85.5)                     | 22.6 (72.7)                     | 15.0 (59.0)                     | 8.3 (46.9)                      | 22.4 (72.3)                     |
| Trung bình ngày °C (°F)                  | 1.0 (33.8)                      | 3.7 (38.7)                      | 9.2 (48.6)                      | 17.1 (62.8)                     | 23.3 (73.9)                     | 27.6 (81.7)                     | 29.3 (84.7)                     | 26.9 (80.4)                     | 21.2 (70.2)                     | 13.9 (57.0)                     | 7.6 (45.7)                      | 2.7 (36.9)                      | 15.3 (59.5)                     |
| Tối thiểu trung bình ngày °C (°F)        | −3.3 (26.1)                     | −1.1 (30.0)                     | 3.6 (38.5)                      | 10.4 (50.7)                     | 15.7 (60.3)                     | 19.5 (67.1)                     | 21.4 (70.5)                     | 19.0 (66.2)                     | 13.1 (55.6)                     | 6.6 (43.9)                      | 1.7 (35.1)                      | −1.8 (28.8)                     | 8.7 (47.7)                      |
| Thấp kỉ lục °C (°F)                      | −23.8 (−10.8)                   | −22.2 (−8.0)                    | −16.3 (2.7)                     | −4.6 (23.7)                     | 0.8 (33.4)                      | 9.4 (48.9)                      | 11.2 (52.2)                     | 9.1 (48.4)                      | 2.8 (37.0)                      | −9.5 (14.9)                     | −19.8 (−3.6)                    | −23.4 (−10.1)                   | −23.8 (−10.8)                   |
| Lượng Giáng thủy trung bình mm (inches)  | 19 (0.7)                        | 17.4 (0.69)                     | 26.7 (1.05)                     | 22.4 (0.88)                     | 10.4 (0.41)                     | 1.5 (0.06)                      | 1.0 (0.04)                      | 0.1 (0.00)                      | 0.5 (0.02)                      | 4.6 (0.18)                      | 9.8 (0.39)                      | 16.1 (0.63)                     | 129.5 (5.05)                    |
| Số ngày giáng thủy trung bình (≥ 0.1 mm) | 6.3                             | 5.8                             | 5.6                             | 4.7                             | 2.0                             | 0.5                             | 0.2                             | 0.3                             | 0.2                             | 1.5                             | 5.2                             | 6.3                             | 38.6                            |
| Độ ẩm tương đối trung bình (%)           | 76.9                            | 69.6                            | 59.4                            | 51.4                            | 43.1                            | 36.0                            | 37.4                            | 38.1                            | 43.3                            | 54.4                            | 69.3                            | 77.2                            | 54.7                            |
| Số giờ nắng trung bình tháng             | 131.8                           | 153.2                           | 197.6                           | 242.1                           | 330.3                           | 384.5                           | 395.3                           | 379.1                           | 322.7                           | 267.7                           | 193.7                           | 132.0                           | 3.130                           |
| Nguồn 1: climatebase.ru                  |                                 |                                 |                                 |                                 |                                 |                                 |                                 |                                 |                                 |                                 |                                 |                                 |                                 |
| Nguồn 2: NOAA (1961-1990)                |                                 |                                 |                                 |                                 |                                 |                                 |                                 |                                 |                                 |                                 |                                 |                                 |                                 |

## Nhân khẩu
Dưới đây là dân số Türkmenabat qua các năm:
| 1989    | 1999    | 2002    | 2009    | 2021    |
| ------- | ------- | ------- | ------- | ------- |
| 161.000 | 203.000 | 234.700 | 253.000 | 408.906 |

## Giao thông
Türkmenabat được kết nối với thủ đô Ashgabat thành phố cảng Türkmenbaşy bằng tuyến đường cao tốc M37. Thành phố cũng có các tuyến đường sắt đến tất cả các tỉnh ở Turkmenistan. Vào tháng 3 năm 2017, hai cây cầu mới (một cho đường sắt và một cho xe cơ giới) đã được mở để đi qua sông Amu Darya tại Türkmenabat.
Sân bay quốc tế Türkmenabat được khai trương vào năm 2018 và nằm ở rìa phía nam của thành phố. Công suất của tổ hợp sân bay là 500 hành khách/giờ. Hiện tại, nó phục vụ các chuyến bay tới Moskva (sân bay quốc tế Sheremetyevo), Ashgabat, Daşoguz và Türkmenbaşy.

## Thành phố kết nghĩa
- İzmir, Thổ Nhĩ Kỳ (1994)[13]
- Nhật Chiếu, Trung Quốc (2014)[14]